# Die gute Fee
Die gute Fee ist ein kurzer deutscher Stummfilm aus dem Jahre 1915 von Heinrich Bolten-Baeckers mit Herbert Paulmüller und Mizzi Parla in den Hauptrollen.

## Handlung
Der alte Mehlhorn, seit vier Dekaden die „gute Seele“ in einem Blumengeschäft, gehört dort schon fast zum Inventar. Nun feiert das Faktotum, das von allen liebevoll „Papa“ Mehlhorn genannt wird, sein vierzigjähriges Dienstjubiläum. Zur Feier des Tages will der Chef des Geschäfts mit der gesamten Belegschaft einen Ausflug zur Baumblüte machen. Mit dabei ist auch die junge Verkäuferin Mieze, die es dem Alten besonders angetan hat. Nach einer kleinen Jause unternehmen die Ausflügler eine Kahnfahrt, während der Mieze ihre Kollegen mit ihren Gesangskünsten erfreut. Eine ältere Dame wird Zeugin ihrer Darbietung und bietet daraufhin Mieze an, sie zur professionellen Sängerin auszubilden. Mieze ist hocherfreut und nimmt an, muss aber ihre Studien unterbrechen, als die alte Dame unvermittelt stirbt. Zwar bietet der Direktor eines Konservatoriums an, die Hälfte der Ausbildungsgebühr zu erlassen, doch auch das ist für Mieze zu viel. Da greift Papa Mehlhorn ein und wird zur „guten Fee“.
Er lässt Mieze mitteilen, dass angeblich die Schwester der verstorbenen Gesangsausbilderin aus Gründen der Pietät die andere Hälfte der Konservatoriumsgebühr übernehmen würde, habe die Verblichene doch so viel von Miezes Talent gehalten. Allerdings möge Mieze von Dankesbesuchen Abstand nehmen. Natürlich gibt es diese ominöse Mäzenin überhaupt nicht, und Papa Mehlhorn spart sich jeden Pfennig vom Munde ab, um Miezes Traum zu verwirklichen. Mieze kann ihr Studium erfolgreich abschließend und hat nun ihren ersten öffentlichen Auftritt. Es wird ein großer Erfolg, und auch Mehlhorn übersendet ihr Glückwünsche, garniert mit einem Blumengebinde. Mieze erkennt auf seiner Glückwunschkarte die Handschrift wieder, die auch auf den Geldanweisungen stand und weiß nun, wer ihr wahrer Gönner ist. Sie rennt zu Papa Mehlhorn und umarmt ihn aus Dankbarkeit. Jetzt kann er sich sicher sein, dass er jemanden haben wird, der sich auch im Alter um ihn kümmert.

## Produktionsnotizen
Die gute Fee wurde im Herbst 1915 uraufgeführt. Der Dreiakter besaß eine Länge von etwa 850 Meter.

## Kritiken
Die Lichtbild-Bühne befand: „Hier sind es besonders Herbert Paulmüller und Mizzi Parla, die den Löwenanteil des Erfolges mit Recht für sich in Anspruch nehmen. Bolten-Baeckers als echter Theaterfachmann versteht sich auf Lustspielwirkung, und deshalb überrascht er auch in diesem Film ganz besonders durch sein Geschick, treffliche Situationen zu schaffen, die originell wirken.“.
Die Kinematographische Rundschau schrieb: „Ein durch die hübsche Zeichnung der Charaktere sehr ansprechendes Bild ist die Komödie ‚Die gute Fee‘“. 